# East Honolulu
East Honolulu es un lugar designado por el censo ubicado en el condado de Honolulu en el estado estadounidense de Hawái. En el año 2010 tenía una población de 49.914 habitantes.

## Geografía
East Honolulu se encuentra ubicado en las coordenadas 21°17′21″N 157°43′2″O / 21.28917, -157.71722.